# Hipolit Stupnicki
Hipolit Stupnicki (ur. 15 sierpnia 1806, zm. 17 października 1878 we Lwowie) – polski dziennikarz i wydawca.

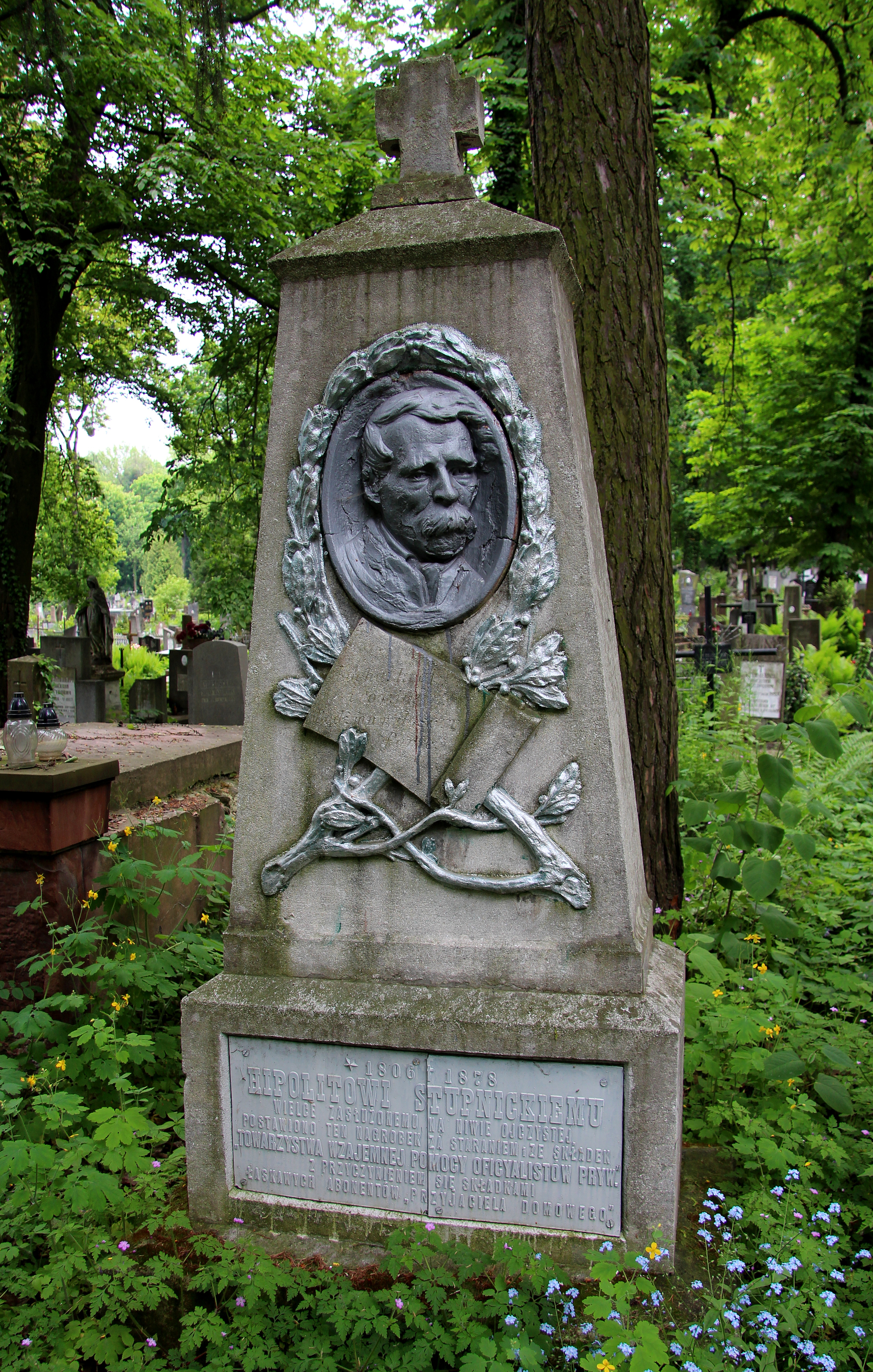
Pomnik nagrobny Hipolita Stupnickiego

## Życiorys
Urodził się 15 sierpnia 1806. Był jednym z najbardziej zasłużonych dziennikarzy i wydawców w Galicji pod zaborem austriackim. W czasie zastoju wydawania periodyków prasowych po 1848, podjął inicjatywę stworzenia czasopisma i w 1850 uzyskał w tym zakresie wsparcie od namiestnika Galicji, Agenora Gołuchowskiego oraz arcybiskupa Łukasza Baranieckiego. Od 1851 wydawał tygodnik ilustrowany „Przyjaciel Domowy”, który przez pewien czas był jednym z nielicznych czasopism w Galicji. Do wydań czasopisma załączano dodatki jak Poczet królów Polskich czy Odsiecz Wiednia. Czasopismo było wydawane w sposób ciągły do 1867, a w późniejszych latach Stupnicki wznowił jego wydawanie jako dwutygodnik (1871 i od 1877). Ponadto wydawał osiem innych periodyków. Zapoczątkował „Przegląd Powszechny”. Od 1862 wraz z Leszkiem Wiszniewskim wydawał „Gazetę Narodową”. Stworzył także „Gazetę Wiejską”. Był również autorem wydawnictw zwartych jak Herbarz Polski i skorowidze galicyjskie. Wydawał też kalendarze, przedruki starszych wydawnictw, ryciny, pieśni, tablice chronologiczne.
Uczestniczył w powstaniu styczniowym 1863. Był czynny w swojej działalności do ostatnich tygodni życia, m.in. sprawując funkcję właściciela i odpowiedzialnego redaktora „Przyjaciela Domowego”. Mimo wielu nakładów pracy i poświęcenia jego działalność nie zapewniła mu stabilizacji finansowej i do końca pozostawał w trudnych warunkach materialnych. 
Po oskarżeniu przez działacza wystawy moskiewskiej Pawlewicza za treści opublikowane w artykule w Kronice na łamach „Gazety Lwowskie” został skazany przez sąd 27 września 1867 za przestępstwo obrazy honoru na karę 6 miesięcy aresztu i 100 złr. grzywny.
Zmarł 17 października 1878 we Lwowie. Został pochowany na Cmentarzu Łyczakowskim we Lwowie 19 października 1878, a nad grobem przemawiali Tadeusz Romanowicz i ks. Stanisław Stojałowski (nagrobek znajduje się w polu 60).
We wspomnieniu na łamach „Kuriera Warszawskiego” napisano, iż był to człowiek rzadkiej przedsiębiorczości, niezłamanej niczym energii, pracy wytrwałej nigdy nie ustającej.
Po śmierci Hipolita Stupnickiego właścicielem i odpowiedzialnym redaktorem „Przyjaciela Domowego” został jego syn, Karol Stupnicki.

## Publikacje
Autor
- Galicya pod względem topograficzno-geograficzno-historycznym (1849)
- Das Königreich Galizien und Lodomerien, sammt dem Grossherzogthume Krakau und dem Herzogthume Bukowina, in geographisch-historisch-statistischer Beziehung (1853)
- Herbarz polski i imionospis zasłużonych w Polsce ludzi wszystkich stanów i czasów; ułożony porządkiem alfabetycznym na podstawie Herbarza Niesieckiego i manuskryptów. Tom I (1855)
- Skorowidz wszystkich miejscowości położonych w królestwie Galicyi i Lodomeryi jakoteż w wielkim księstwie Krakowskiem i księstwie Bukowińskiem, pod względem politycznej i sądowej organizacyi kraju wraz z dokładnem oznaczeniem parafii, poczt i właścicieli tabularnych, ułożony porządkiem abecadłowym (1855)
- Herbarz polski i imionospis zasłużonych w Polsce ludzi wszystkich stanów i czasów; ułożony porządkiem alfabetycznym na podstawie Herbarza Niesieckiego i manuskryptów. Tom II (1859)
- Herbarz polski i imionospis zasłużonych w Polsce ludzi wszystkich stanów i czasów; ułożony porządkiem alfabetycznym na podstawie Herbarza Niesieckiego i manuskryptów. Tom III (1862)
- Geograficzno-statystyczny opis Królestwa Galicyi i Lodomeryi (1864)
- Imionospis poległych i zmarłych w 1863/1864r. (1865)
- Galicya pod względem topograficzno-geograficzno-historycznym (1869, wyd. 2)
- Pamiętnik zasłużonych w Polsce ludzi. Tom I (1871)
- Wykaz zmian zaszłych od r. 1877 aż do 1 września 1878 co do przydzielania miejscowości do starostw, urzędów pocztowych i właścicieli tabularnych w Galicyi i na Bukowinie (1878)
- Pamiętnik zasłużonych w Polsce ludzi. Tom II (1876)

Wydawca
- „Przyjaciel Domowy” (1851-1878)
- „Przegląd Powszechny” (1860-1861)
- „Opiekun Polskich Dzieci” (1867-1870)
- „Gwiazda” (1869-1870)